# FC Hilversum in het seizoen 1966/67
Het seizoen 1966/1967 was het 12e jaar in het bestaan van de Hilversumse betaaldvoetbalclub Hilversum. De club kwam uit in de Tweede divisie en eindigde daarin op de 18e plaats.

## Wedstrijdstatistieken

### Tweede divisie
|       | AGOVV | Baronie | EDO   | Excelsior | Fortuna | Gooiland | Haarlem | Heerenveen | Helmondia '55 | Hermes DVS | HVC   | Limburgia | NOAD  | PEC   | Roda JC | Tubantia | Veendam | FC VVV | Wageningen | Wilhelmina | ZFC   | Zwolsche Boys |
| ----- | ----- | ------- | ----- | --------- | ------- | -------- | ------- | ---------- | ------------- | ---------- | ----- | --------- | ----- | ----- | ------- | -------- | ------- | ------ | ---------- | ---------- | ----- | ------------- |
| Thuis | 1 – 0 | 3 – 1   | 3 – 1 | 2 – 1     | 1 – 0   | 2 – 1    | 1 – 0   | 2 – 0      | 1 – 2         | 2 – 0      | 1 – 2 | 0 – 1     | 1 – 1 | 2 – 4 | 0 – 3   | 0 – 4    | 1 – 3   | 0 – 2  | 0 – 1      | 3 – 1      | 0 – 2 | 5 – 0         |
| Uit   | 3 – 1 | 4 – 3   | 0 – 0 | 2 – 1     | 1 – 0   | 0 – 0    | 2 – 0   | 1 – 0      | 0 – 1         | 2 – 2      | 4 – 0 | 3 – 0     | 0 – 2 | 1 – 1 | 2 – 0   | 3 – 1    | 1 – 0   | 3 – 0  | 4 – 0      | 4 – 1      | 2 – 0 | 0 – 1         |

## Statistieken Hilversum 1966/1967

### Eindstand Hilversum in de Nederlandse Tweede divisie 1966 / 1967
| Stand | Gespeeld | Gewonnen | Gelijk | Verloren | Punten | Doelpunten voor | Doelpunten tegen |
| ----- | -------- | -------- | ------ | -------- | ------ | --------------- | ---------------- |
| 18e   | 44       | 14       | 5      | 25       | 33     | 45              | 72               |

### Topscorers
| Competitie \| # \| Naam \| \| \| -------------- \| --------------------- \| -- \| \| 1. \| Martin de Nooy \| 15 \| \| 2. \| Herman Rootert \| 6 \| \| 3. \| Eddy Westbroek \| 5 \| \| 4. \| Wilco Schras \| 3 \| \| 4. \| Peter Wiskie \| 3 \| \| 6. \| Herre Jansen \| 2 \| \| 6. \| Nico le Maitre \| 2 \| \| 6. \| Evert Pluim \| 2 \| \| 6. \| Pim Wijnands \| 2 \| \| 10. \| Hans van Eikeren \| 1 \| \| 10. \| Martin Looman \| 1 \| \| 10. \| Kees Oudendijk \| 1 \| \| 10. \| Jan de Zeeuw \| 1 \| \| Eigen doelpunt \| \| \| \| – \| Piet Luck (Excelsior) \| 1 \| \| Totaal \| Totaal \| 45 \| |                       |      |
| # | Naam                  | Goal |
| 1. | Martin de Nooy        | 15   |
| 2. | Herman Rootert        | 6    |
| 3. | Eddy Westbroek        | 5    |
| 4. | Wilco Schras          | 3    |
| 4. | Peter Wiskie          | 3    |
| 6. | Herre Jansen          | 2    |
| 6. | Nico le Maitre        | 2    |
| 6. | Evert Pluim           | 2    |
| 6. | Pim Wijnands          | 2    |
| 10. | Hans van Eikeren      | 1    |
| 10. | Martin Looman         | 1    |
| 10. | Kees Oudendijk        | 1    |
| 10. | Jan de Zeeuw          | 1    |
| Eigen doelpunt |                       |      |
| – | Piet Luck (Excelsior) | 1    |
| Totaal | Totaal                | 45   |

## Voetnoten
AGOVV · Baronie · EDO · Excelsior · Fortuna · Gooiland · Haarlem · Heerenveen · Helmondia '55 · Hermes DVS · Hilversum · HVC · Limburgia · NOAD · PEC · Roda JC · Tubantia · Veendam · FC VVV · Wageningen · Wilhelmina · ZFC · Zwolsche Boys